# Distretto di Yongsan
Yongsan (Hangŭl: 용산구; Hanja: 龍山區) è un distretto di Seul. Ha una superficie di 21,87 km² e una popolazione di 227.400 abitanti al 2010.